# STUDIO
表示タイトル:
Studio（スタジオ）は、Studio株式会社（Studio, Inc.）が提供するクラウドベースのノーコードWebデザインプラットフォームである。英語版と日本語版が提供されており、無料版と有料版サービスを展開。有料版は独自ドメインの設定や広告非表示の選択ができ、プレミアムサポートが受けられる。
クラウドベースで提供されているため、利用者（Webサイトの作成者）はソフトのインストールなく利用することができる。

## 歴史
Studioは個人旅行ツアープラットフォーム Traveeを共同創業した石井穰と、UI/UXデザインやアプリ開発のオハコの取締役を務めた甲斐啓真らにより創業された。
- 2017年：STUDIO β版リリース
- 2018年：STUDIO 正式リリース
- 2019年1月：大型アップデートに伴い、リアルタイムで複数人による編集が可能となった[2]。
- 2019年4月：株式会社モリサワとが提供するWebフォントサービス「TypeSquare」と連携し、同社が提供するWebフォントが利用可能となった[3]。
- 2020年10月：STUDIO DESIGN AWARD を創設
- 2023年11月：ツール間連携機能「Figma to STUDIO」をリリース
- 2024年4月：Webフォントサービス「FONTPLUS」と連携開始
- 2024年10月：ブランド表記を「STUDIO」から「Studio」へ変更
- 2025年5月：株式会社gazを吸収合併
- 2025年8月：オフィスを東京都目黒区・池尻大橋エリアに移転

## Studio Design Award
Studioで作成されたサイトを讃える「デザインの祭典」
| 年   | グランプリ                           | エントリー数 | 会場                                |
| ---- | ------------------------------------ | ------------ | ----------------------------------- |
| 2020 | satoruiwashita.design                | 非公開       | オンライン開催                      |
| 2021 | 鯛のないたい焼き屋 OYOGE             | 227          | オンライン開催                      |
| 2022 | 安心安全デザイン研究室（工学院大学） | 296          | 東京・天王洲アイル「WHAT CAFE」     |
| 2023 | YELLOW公式サイト                     | 300以上      | 原宿「WITH HARAJUKU HALL」          |
| 2024 | 旅と仕事と                           | 377          | 渋谷「渋谷ヒカリエ ヒカリエホール」 |

## 参考資料
1. ↑  “コードを書かずにデザイン本位のWebサイトが作れる「STUDIO」、1年間のβ運用を経て正式版をローンチ——自ドメインでのサイト公開も可能に”. BRIDGE（ブリッジ）|「起業家と投資家を繋ぐ」テクノロジー＆スタートアップ関連の話題をお届けするブログメディア. 2020年1月3日閲覧。
2. ↑  “デザインを一瞬にしてWebサイトとして公開可能。革新的なデザインツール「STUDIO」が、大型リニューアルを経てver 2.0をグローバルリリース。”. プレスリリース・ニュースリリース配信シェアNo.1｜PR TIMES. 2020年1月3日閲覧。
3. ↑  “STUDIO、株式会社モリサワが提供するWebフォントサービス「TypeSquare」を正式導入！新たに500種類以上の書体が誰でも無料で利用可能に。”. プレスリリース・ニュースリリース配信シェアNo.1｜PR TIMES. 2020年1月3日閲覧。